# Autovía A-77
La autovía A-77 o Acceso Noroeste a Alicante es el nombre actual del antiguo tramo de la Autovía del Mediterráneo A-7 situado entre la Autovía de Circunvalación de Alicante A-70 y la Autopista de Circunvalación de Alicante AP-7. Sirve como acceso noroeste de la ciudad de Alicante (España).
En 2007 se construyó un nuevo tramo de autovía de 4,3 km de longitud, libre de peaje, que conecta la autovía del Mediterráneo que se dirige a Valencia por Alcoy, en San Vicente del Raspeig, con la circunvalación de Alicante A-70 a la altura del enlace con la Universidad de Alicante. Con ello se consiguió eliminar la interferencia del tráfico de la autovía central con el tráfico local de San Vicente y de la Universidad en el
paso por la rotonda del Parque de Bomberos.

## Salidas
| Número de Salida   | Nombre de Salida                                                    | Carretera que enlaza |
| ------------------ | ------------------------------------------------------------------- | -------------------- |
|                    | Alicante - Valencia - Murcia                                        | A-70                 |
| (sentido Ibi)      | San Vicente del Raspeig Agost CV-820 La Alcoraya CV-824             | CV-820 CV-824        |
| (sentido Alicante) | San Vicente del Raspeig Agost CV-820 La Alcoraya CV-824 Universidad | CV-820 CV-824        |
|                    | San Vicente del Raspeig Murcia - Madrid - Benidorm - Valencia AP-7  | AP-7                 |
|                    | Alcoy                                                               | A-7                  |